# رومبي أوغلو فخر الدين بك
فخر الدين رشاد بك، المعروف أيضًا باسم رومبي أوغلو فخر الدين بك ورمبي أوغلو فخر الدين بك (1867-1943) كان دبلوماسيًا وسياسيًا تركيًا شغل منصب وزير التعليم ووزير العدل في آخر حكومة عثمانية.

## قبل الحرب العالمية الأولى
قضى رومبي أوغلو فخر الدين بك معظم حياته العملية في السلك الدبلوماسي العثماني. كانت إحدى أولى ظهوراته في السجلات الغربية عندما استقبله إدوارد السابع كسكرتير أول للسفارة العثمانية في المملكة المتحدة في 13 مارس 1903. بحلول عام 1911، كان فخر الدين بك قائمًا بالأعمال في السفارة العثمانية في برلين.

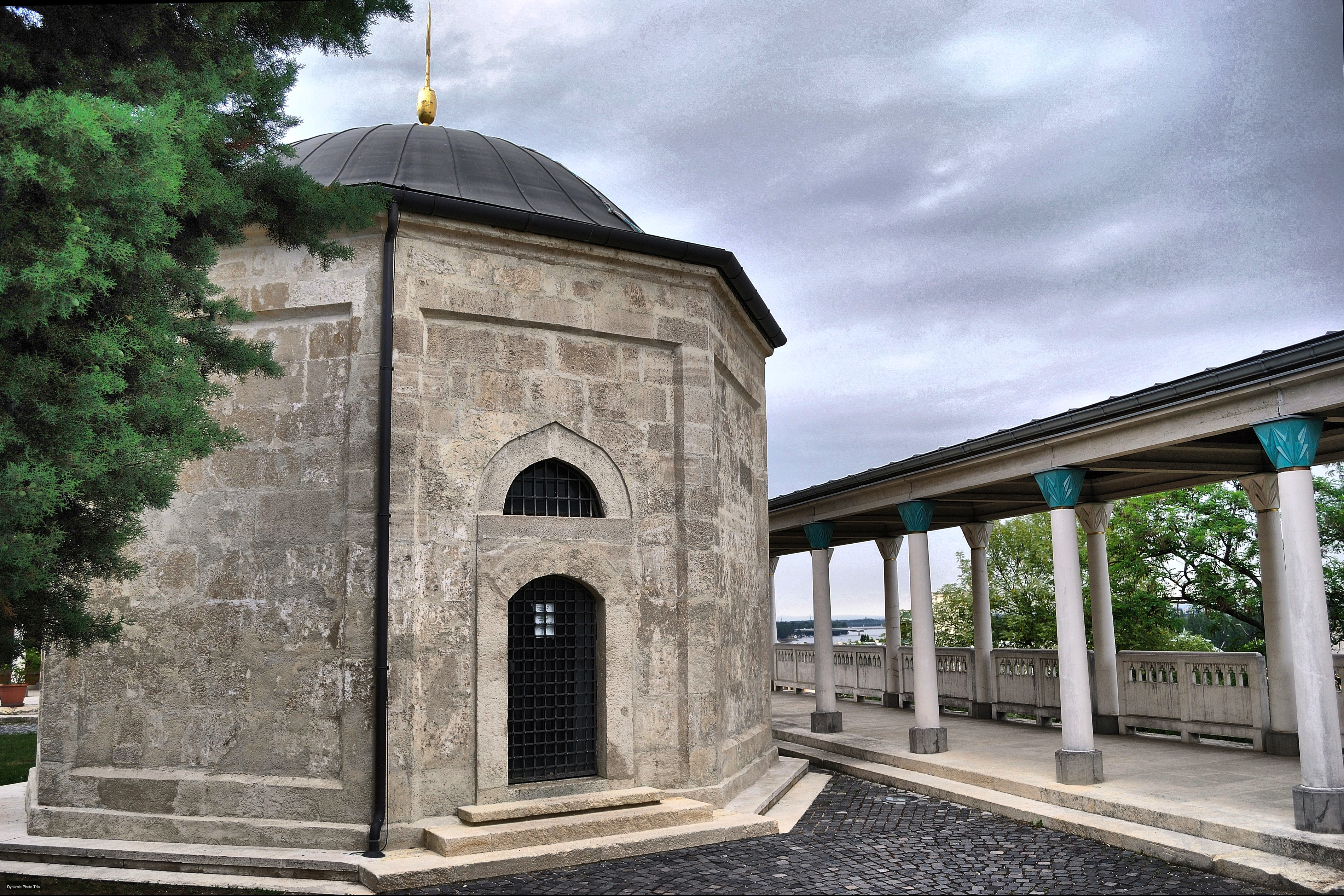
قبر جول بابا في بودابست

من أغسطس إلى أكتوبر 1912، كان فخر الدين بك القنصل العام في البعثات العثمانية في ستنيي (الآن في الجبل الأسود) وفي بودابست. خلال هذا المنصب أصبح مهتمًا بترميم قبر جول بابا في بودابست وكتب مقالًا عن هذا الموضوع.

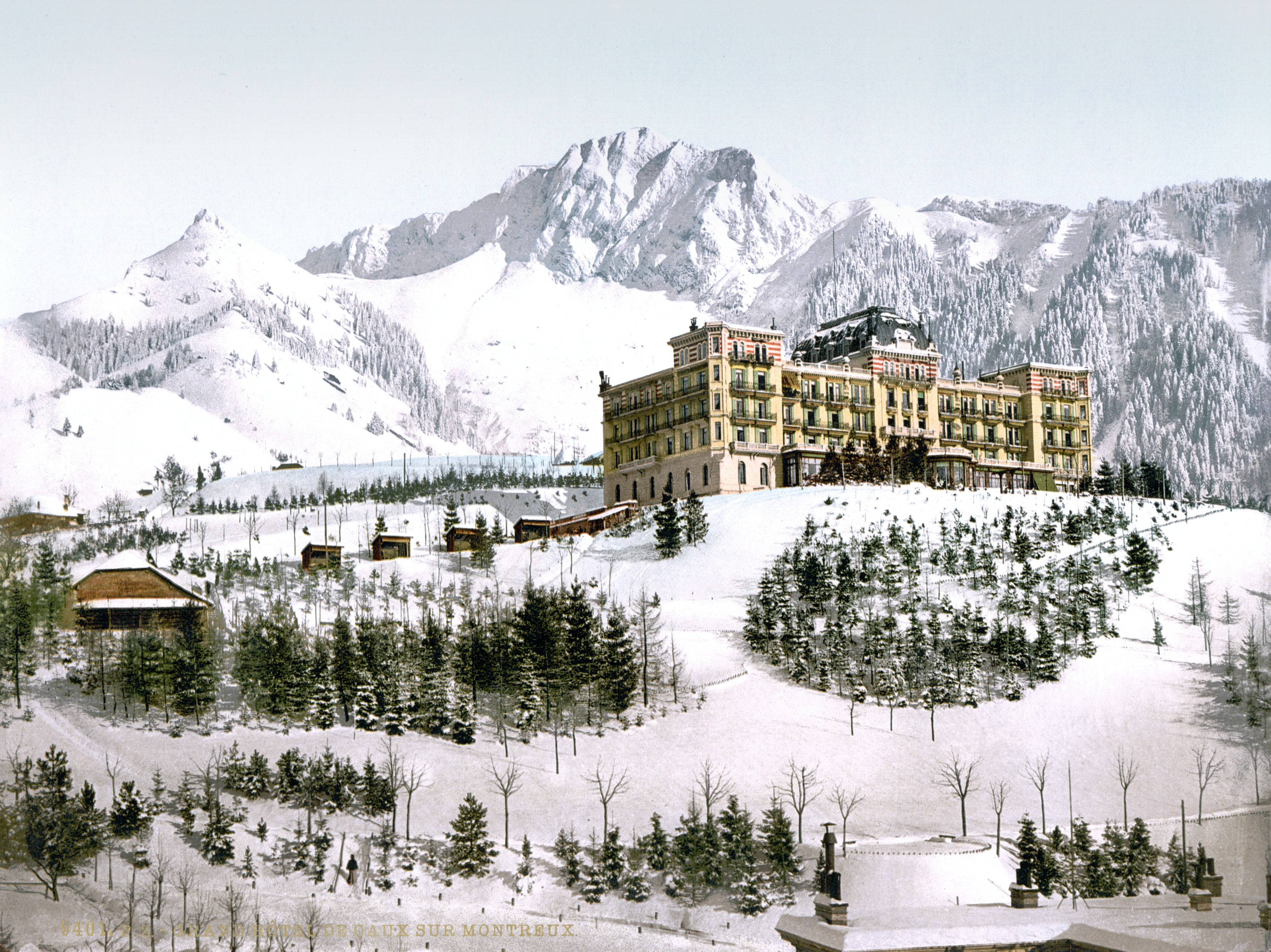
فندق جراند في كو، حيث تفاوض فخر الدين بك على معاهدة أوشي مع الحكومة الإيطالية.

ثم سافر رومبي أوغلو فخر الدين بك إلى أوشي، بالقرب من لوزان في سويسرا، مع زميله السفير محمد نابي بك للتفاوض على تسوية للحرب الإيطالية التركية. ومع تعيين فخر الدين ونابي من قبل وزير الخارجية العثماني غابرييل نورادونكيان لوضع معاهدة، إلا أنهما لم يكن لديهما صلاحيات مفوضة وكانت موافقتهما ستخضع لموافقة الباب. ومن أجل تفادي اهتمام الصحافة، التقى الدبلوماسيون العثمانيون سرًا مع مندوبين إيطاليين في فندق جراند في كو سور مونترو في 12 أكتوبر 1912. كان التفاوض صعبًا لأن الأتراك كانوا يفتقرون إلى السلطة الكاملة ولأن الإيطاليين كانوا عنيدين بشأن مطالبهم الإقليمية في شمال أفريقيا، لكن في النهاية تم التوصل إلى اتفاق. عُرفت هذه التسوية، الموقعة في 18 أكتوبر 1912، باسم معاهدة لوزان الأولى أو معاهدة أوشي.
يشار إلى أن رومبي أوغلو فخر الدين بك في المعاهدة بأنه «ضابط كبير من النيشان المجيدي [و] قائد نيشان عثماني».
من يناير إلى نوفمبر 1914، عمل فخر الدين بك قائمًا بالأعمال بسان بطرسبرغ في روسيا. في 3 نوفمبر طردته الحكومة الروسية بعد أن نفذت البحرية التركية غارة البحر الأسود في 29 أكتوبر 1914، عندما قصفت، بمساعدة ألمانية، خمسة موانئ روسية على البحر الأسود، حيث عاد إلى إسطنبول عبر فنلندا وألمانيا.
في 1916-1917، قرب نهاية الحرب العالمية الأولى، أنشأ رومبي أوغلو فخر الدين بك ومحمد نابي بك عدة تقارير لتقديم المشورة للحكومة العثمانية بشأن المسائل السياسية. أحدها كان مذكرة عن تاريخ حضرموت تهدف إلى إثبات مزاعم السيادة العثمانية أثناء مفاوضات ما بعد الحرب. لقد لجأوا إلى استخدام موسوعة بريتانيكا كمصدر أساسي لهم بعد أن فشلوا في العثور على أي بيانات عن المنطقة في الأرشيف العثماني.

## مشاركته في آخر حكومة عثمانية
بعد نهاية الحرب العالمية الأولى في أبريل 1920، عُيِّن رومبي أوغلو فخر الدين بك وزيرًا للتعليم في الحكومة العثمانية الأخيرة التي قادها الداماد فريد باشا. كان أكثر أعماله شهرة في هذا الدور هو أمره على ما يبدو باستبدال كلمة «تركي» في الكتب المدرسية بكلمة «عثماني». بحلول يوليو 1920، تم تعيين فخر الدين بك وزيرًا للعدل، واستمر في نفس المنصب في ظل حكومة أحمد توفيق باشا الجديدة من أغسطس 1920. خلال هذه الفترة، كان فخر الدين بك عضوًا في قوا انضباطية، وهي «جيش الخلافة» الذي شكلته حكومة إسطنبول لمعارضة القوات الوطنية التركية بقيادة مصطفى كمال أتاتورك. لقد ظل في مجلس الوزراء حتى وقت ما عام 1921.
لفتت شهرة فخر الدين بك في الحكومة العثمانية الأخيرة الانتباه غير المواتي في الجمهورية التركية الجديدة. في 23 أبريل 1924، أعلنت الجمعية الوطنية التركية الكبرى أن فخر الدين بك من بين 150 شخصية غير مرغوب فيها لتركيا لمشاركته في قوا انضباطية وعضويته في مجلس الوزراء الذي انضم إلى معاهدة سيفر، مما دفعه إلى الفرار إلى المنفى.
بعد إعلان العفو في عام 1938، عاد رومبي أوغلو فخر الدين بك إلى تركيا حيث توفي عام 1943.

## أعمال
- Rumbeyoğlu Fahreddin (1912). "Gül Baba" (PDF). Tarih-i Osmanî Encumeni Mesmuası. ج. 3 ع. 15: 962–965. مؤرشف من الأصل (PDF) في 2022-01-21.
- Rumbeyoğlu Fahreddin (1913). "Macaristan'da Bazı Âsâr-ı Osmâniyye" (PDF). Tarih-i Osmanî Encumeni Mesmuası. ج. 4 ع. 22: 1391–1400. مؤرشف من الأصل (PDF) في 2022-04-09. {{استشهاد بدورية محكمة}}: الوسيط غير المعروف |trans_title= تم تجاهله يقترح استخدام |عنوان مترجم= (مساعدة)
- Rumbeyoğlu Fahreddin (1916). Bagdad Mes'elesi [The Question of Baghdad] (بالتركية). Matbaa-i Âmire.
- Rumbeyoğlu Fahreddin (1916). El-Katar Sevhili Mes'elesi [The Question of the Coast of Qatar] (بالتركية). Matbaa-i Âmire.
- Mehmet Nâbi; Rumbeyoğlu Fahreddin (1916). Bahrayn Adaları Mes'elesi [The Question of the Islands of Bahrain] (بالتركية). Matbaa-i Âmire.
- Mehmet Nâbi; Rumbeyoğlu Fahreddin (1916). Elcezire Kıtasının Irva ve Iska Mes'elesi (بالتركية). Matbaa-i Âmire.
- Mehmet Nâbi; Rumbeyoğlu Fahreddin (27 Nov 1916). Maskat Mes'elesi [The Question of Muscat] (بالتركية). Matbaa-i Âmire.
- Mehmet Nâbi; Rumbeyoğlu Fahreddin (11 Mar 1917). Nejd Qit'asi Mes'elesi [The Question of the Territory of Nejd] (بالتركية). Matbaa-i Âmire.
- Mehmet Nâbi; Rumbeyoğlu Fahreddin (1917). Hadramut Mes'elesi [The Question of Hadramaut] (بالتركية). Matbaa-i Âmire.
- Mehmet Nâbi; Rumbeyoğlu Fahreddin (1917). Gümrük Resmi'nin Yuzde On Beşe İblağı, Ecnebi Postalar ve Kapitülâsyon [Transmitting Fifteen Percent of Official Customs, Foreign Mail and Capitulation] (بالتركية). Matbaa-i Âmire.
- Rumbeyoğlu Fahreddin (1918). Şeyh Said Mes'elesi [The Question of Cheikh Saïd] (بالتركية). Matbaa-i Âmire.